# Arvid S:son Gumælius
För andra betydelser, se Arvid Gumælius (olika betydelser).
Arvid Svensson Gumælius, född 5 mars 1867 i Längbro socken, död 1944, var en svensk ingenjör och byggherre i Stockholm.
Gumaelius uppförde Villa Gumaelius i Diplomatstaden 1924 och fastigheten Birger Jarlsgatan 34 1929, båda i Stockholm.
Gumaelius var son till bruksförvaltaren Karl (Carl) Magnus Svensson (1829-1894) och hans hustru Maria Gumaelius (1842-1904). Han utvandrade 1886 till Argentina och var sedan järnvägsbyggare där och i Siam.[källa behövs] På äldre dagar även bosatt på Rivieran.[källa behövs]

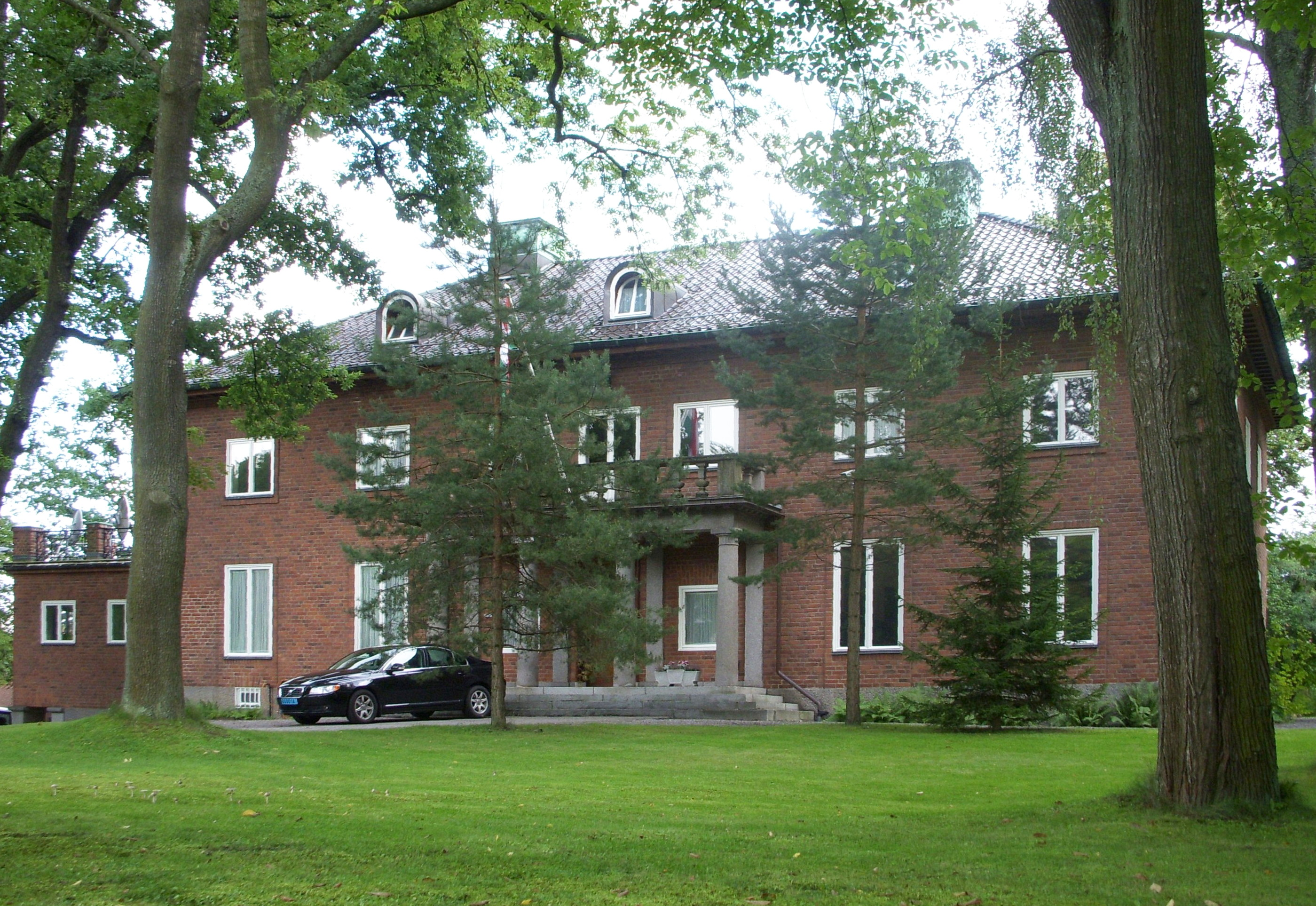
Villa Gumælius
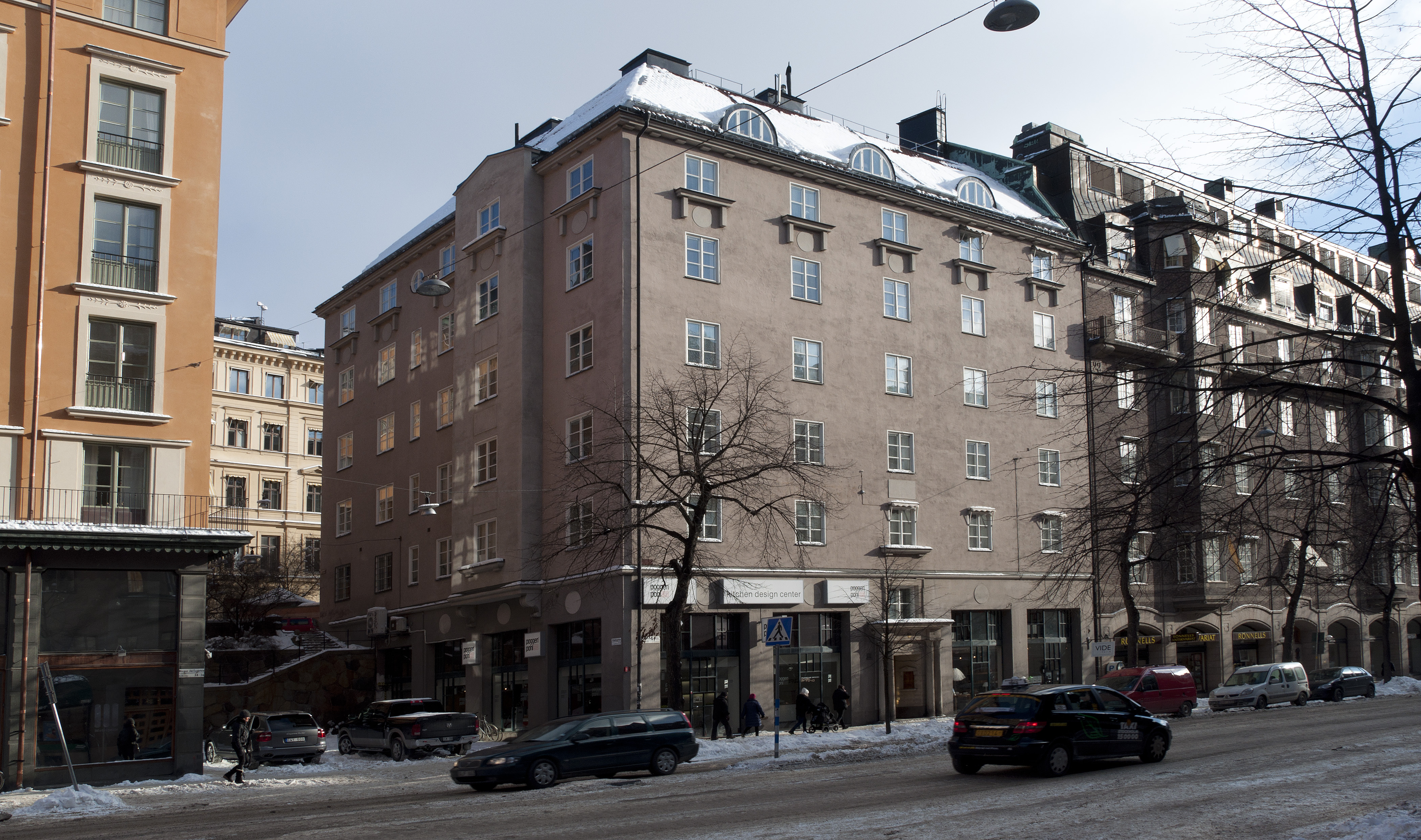
Birger Jarlsgatan 34